# Europazug
Bei diesem Europazug  handelte es sich um den Werbezug für die Zusammenarbeit der Völker und Länder in Europa. Die Organisation für Europäische Wirtschaftliche Zusammenarbeit (OEEC) und die Marshall-Plan-Verwaltung (ECA) in Paris hatten in einer Gemeinschaftsarbeit der europäischen Marshall-Plan-Länder eine äußerst sehenswerte Wanderausstellung in fünf Eisenbahnwaggons hergestellt. Dieser technisch moderne Ausstellungszug vermittelte ein anschauliches Bild von der Notwendigkeit einer europäischen Zusammenarbeit, zeigte die wirtschaftliche Stärke Europas und die bisherigen Erfolge, die durch die wirtschaftliche Zusammenarbeit erzielt wurden.

## Europazug 1951–1953
Der „Europa-Zug“ wurde am 21. April 1951 mit einem Festakt im Münchner Hauptbahnhof durch den niederländischen Außenminister und Präsidenten der OEEC Dirk Stikker feierlich eingeweiht. Zwei Tage später begann seine Fahrt durch West-Deutschland und nach West-Berlin.
Auf seiner Route besuchte er zunächst die Städte Augsburg, Regensburg, Nürnberg, Schweinfurt, Mainz, Mannheim, Stuttgart, Frankfurt, Bonn, Düsseldorf, Essen, Dortmund, Hannover, Hamburg und Bremen. Vom 21. Juli bis 17. August stand der Europazug auf dem Messegelände am Funkturm in Berlin.
Die fünf Ausstellungswagen vermittelten in Bildern, Schautafeln und zahlreichen Modellen ein eindrucksvolles Bild von bisherigen wirtschaftlichen Leistungen. Als ein besonderer Anziehungspunkt wirkten die Standzellen des „Europa-Telefons“, das bei Wahl einer bestimmten Nummer über die wirtschaftlichen Zusammenarbeit der europäischen Nationen mit der Stimme einer prominenten Persönlichkeit Auskunft erteilt. Unter anderen sprechen die Zentrumsvorsitzende Helene Wessel, der 1. Vizepräsident des Bundestages Carlo Schmid, der Präsident der Europa-Union, Dr. Eugen Kogon und die Bundestagsabgeordnete Louise Schroeder.
Der Zug war bis Mitte 1953 in Europa unterwegs und besuchte mal mit sieben und mal mit nur fünf Waggons folgende europäische Staaten, die am European Recovery Program (ERP) beteiligt waren: Norwegen, Dänemark, Frankreich, Italien, Triest, Österreich wieder Frankreich und danach Belgien. Er warb für den Marshall-Plan und für die „Zusammenarbeit der Völker für wirtschaftlichen Wiederaufbau, für Frieden und Freiheit“ sowie später für die NATO. Der Europazug wurde hierfür jeweils in Landessprache umgerüstet. Er lief dann als Europa-toget, Train de l’Europe und Treno dell’Europa durch Europa.
Dem Europazug voraus fuhr in den Jahren 1950–1951 der Marshallplanzug, der aus insgesamt 15 Schnellzug-Wagen bestand und rund 100 west-deutsche Städte besuchte.

## Europazug 2006
Der Europazug 2006 fuhr vom 24. April bis zum 1. Mai 2006 acht Tage lang durch sieben europäische Länder (Deutschland, Tschechien, Österreich, Slowenien, Ungarn, Slowakei, Polen). Ziel des Projekts war es, die Europäer zusammen- und über Europa ins Gespräch zu bringen. Die 100 Projektteilnehmer des Zuges hatten eigene Projekte, die während der Fahrt die Ängste und Sorgen der Menschen in Verbindung mit den Veränderungen der EU-Osterweiterung aufgreifen und darstellen sollten. Die Ergebnisse wurden auf der großen Abschlusskonferenz des Zuges in Berlin im 1. Mai 2006 dargestellt.
Der Europazug 2006 war ein Projekt des MitOst e.V., der Deutschen Gesellschaft für Auswärtige Politik Berlin (DGAP) und der Edith Stein Gesellschaft Breslau. Gefördert von der Europäischen Kommission, der Robert Bosch Stiftung und von MitOst e.V.